# Autópálya M10
Autópálya M10 (ungarisch für ‚Autobahn M10‘) ist eine geplante, in Süd-Nord-Richtung verlaufende Autobahn in Ungarn. Sie beginnt im Norden der Landeshauptstadt Budapest und führt vorbei an Dorog und endet bei Esztergom an der slowakischen Grenze.